# عمق في السماء
عمق في السماء هي رواية خيال علمي للكاتب الأمريكي فيرنور فينغ نشرت لأول مرة في 1999 م، فاز الكتاب بجائزة هوغو لأفضل رواية لعام 2000.
والرواية عبارة عن مقدمة (تدور أحداثها قبل عشرين ألف عام) من روايته السابقة حريق في العمق (1992). وصاغ العنوان أحد الشخصيات الرئيسية في القصة ضمن مناظرة، في إشارة إلى عادات السبات لدى جنسه وإلى اتساع الفضاء.